# Club de Futbol Vilanova i la Geltrú
El Club de Futbol Vilanova i la Geltrú es un club de fútbol de la ciudad de Villanueva y Geltrú (Barcelona) España. Fue fundado en 1951 y compite en Tercera Federación.

## Historia
Fue fundado el 8 de septiembre de 1951, siendo su primer presidente Simeón Martorell Cañellas. En la ciudad de  Villanueva y Geltrú (Barcelona), como en otras, el fútbol llega a principios del siglo XX, en nuestro caso fue el 11 de agosto de 1901, cuando dos equipos de Barcelona "Sociedad Española" y "Club Catalá", juegan un partido de fútbol en un campo improvisado en la plaza de la estación.
Ese mismo año se inaugura la Escuela Industrial y los jóvenes estudiantes van practicando dicho deporte, se crean dos bandos (electricistas y mecánicos) los electricistas se denominan "Atletic Club" y los mecánicos "Vulcá Club".
En la primavera de 1906, directivos del C.F. Vilafranca contactan con los estudiantes para jugar un partido de fútbol, en esta ocasión los dos bandos se unen para afrontar dicho encuentro.
En enero de 1910 se presenta en Villanueva un nuevo equipo llamado "Montserrat Club", fueron apareciendo más equipos, como "Sporting","F.C. Cayena", "Muntanya", "Esperança", "Atletic Colón", "F.C. Venus" y la "Associació d´Alumnes Obrers", dicho equipo se forma oficialmente el 8 de octubre de 1916 en plena Primera Guerra Mundial.
En los años 30 los equipos más representativos de la ciudad son "Centre Sports Vilanova" "Atletic Club Vilanova" "Fútbol Club Catalunya" y "Rapid Club Vilanova".
En 1939 después de finalizar la guerra civil española, casi todo el fútbol local queda englovado en el "Club Deportivo Vilanova", equipo que desaparece en el verano de 1951.
Una vez desaparecido el Club Deportivo Vilanova, se toma contacto con la "Peña Rialto" un equipo amateur, para poder crear un nuevo proyecto, ya que no se podía inscribir como "Club Gimnástico de Villanueva", se tomó la decisión de inscribirlo como Club de Fútbol Villanueva en fecha y año ya mencionado.
La temporada 2002-2003, el CF Vilanova volvió a Tercera División, manteniéndose durante diez años consecutivos en dicha competición hasta el curso 2011-12. 
El club ha disputado varios play-off para ascender a Segunda División B (la actual Segunda Federación), pero nunca ha logrado estar en dicha categoría. El más reciente fue la temporada 2005-06, donde el Valencia Mestalla privó al CF Vilanova del ascenso a 2.ª B. En el partido de ida los vilanovinos ganaron por 1-0 en casa, pero, en la vuelta, los valencianistas remontaron la eliminatoria con un 2-0.

## Presidentes del Club
| Presidentes s. XX   | Año                  |
| ------------------- | -------------------- |
| Simeón Martorell    | 1951-1952            |
| Serafín Alfama      | 1952-1953            |
| Emili Figueras      | 1953-1955            |
| Jordi Tejedor       | 1955-1959            |
| Amador López        | 1959-1961            |
| Marcelino Fernández | 1961-1962            |
| Joan Oliá           | 1962-1963; 1975-1976 |
| Pere Barberá        | 1963-1967; 1988-1994 |
| Josep Mª Borrell    | 1967-1968            |
| Manuel Nevot        | 1968-1970            |
| Cristóbal Pumareta  | 1970-1971            |
| Josep Marcer        | 1971-1972            |
| Rafel Mestres       | 1972-1973            |
| Antoni Roure        | 1973-1974            |
| Casimiro Sánchez    | 1974-1976            |
| Enrique Tarongi     | 1976-1979            |
| Jordi Bertran       | 1979-1980            |
| Francisco Angulo    | 1980-1981; 1982-1983 |
| Liderico Giménez    | 1981-1982            |
| Pedro Sancho        | 1982-1983            |
| Josep Bonet         | 1983-1985            |
| Juan Guisado        | 1985-1987            |
| Joan Antoni Aguilar | 1993-1994            |
| Josep Méndez        | 1994-1995            |
| Antoni Domenech     | 1995-1998            |
| Manuel Silvestre    | 1998-2000            |

| Presidentes s. XXI | Año       |
| ------------------ | --------- |
| Ramón Centaño      | 2000-2009 |
| Teo Traveria       | 2009-2012 |
| Francesc X. Esquiu | 2012-2013 |
| Ángel Calvo        | 2013-2015 |
| Gabriel Sánchez    | 2015-2017 |
| Xavier Laffite     | 2017-2025 |
| Quim Reche         | 2025-?    |

## Estadio
En sus inicios, el Estadi Municipal dels Alumnes Obrers estaba ubicado cerca del centro de la ciudad, entre la Avenida del Panadés y la Avenida del Garraf. El terreno de juego era de tierra y el aforo se dividía entre una tribuna y localidades de cemento.
Actualmente y desde la temporada 2003-2004, el CF Vilanova juega en un renovado y ampliado Alumnes Obrers. El estadio está situado a las afueras de la ciudad, en la Rambla Sant Jordi. El terreno de juego es de césped artificial, contando con una amplia tribuna. El campo tiene un aforo máximo de 3.300 personas sentadas. La afluencia media es de 150 espectadores.

## Indumentaria
- Uniforme local: Camiseta azul con franjas blancas, pantalón y medias azules.
- Uniforme alternativo: Camiseta amarilla con dos franjas rojas, pantalón y medias amarillas.

## Palmarés
Campeón 1.ª Regional Catalana temporada 1964/65, en doble partido contra el primer clasificado del otro grupo, el Júpiter (1-1)(4-0)

## Temporadas
El CF Vilanova consiguió su gran éxito al final de la temporada 59-60 con el ascenso a Tercera División. Estuvo en esta categoría cuatro temporadas consecutivas. La temporada 65-66 volvió a Tercera División y estuvo cinco años más seguidos en la categoría.
Después de estos cinco años el club vivió su peor época, ya que durante treinta y dos años pasó por todas las categorías regionales.
No fue hasta la temporada 2002-2003 cuando el club volvió a Tercera División; manteniéndose en esta categoría durante diez años consecutivos. Actualmente el club juega en Tercera Federación.
- Temporadas en 3ª: 19

| Temporada | División | Puesto |
| --------- | -------- | ------ |
| 1960-61   | Tercera  | 10º    |
| 1961-62   | Tercera  | 9º     |
| 1962-63   | Tercera  | 11º    |
| 1963-64   | Tercera  | 19º    |
| 1965-66   | Tercera  | 9º     |
| 1966-67   | Tercera  | 14º    |
| 1967-68   | Tercera  | 17º    |
| 1968-69   | Tercera  | 9º     |
| 1969-70   | Tercera  | 17º    |

| Temporada | División | Puesto |
| --------- | -------- | ------ |
| 2002-03   | Tercera  | 4º     |
| 2003-04   | Tercera  | 5º     |
| 2004-05   | Tercera  | 14º    |
| 2005-06   | Tercera  | 4º     |
| 2006-07   | Tercera  | 5º     |
| 2007-08   | Tercera  | 12º    |
| 2008-09   | Tercera  | 7º     |
| 2009-10   | Tercera  | 14º    |
| 2010-11   | Tercera  | 17º    |
| 2011-12   | Tercera  | 18º    |

## Curiosidades
En 2006 la marca deportiva Nike creó la campaña publicitaria "Joga TV", en la cual astros mundiales del fútbol mostraban todo tipo de habilidades con el balón. En uno de sus anuncios, la estrella en ese momento del Manchester United, Cristiano Ronaldo, despliega todas sus cualidades en el campo del C.F.Vilanova, el Municipal dels Alumnes Obrers. 
Como consecuencia de ello la marca creó una equipación color verde para el fútbol base del club.